# Гейтс (Нью-Йорк)
Гейтс (англ. Gates) — місто (англ. town) в США, в окрузі Монро штату Нью-Йорк. Населення — 29 167 осіб (2020).

## Демографія
Згідно з переписом 2010 року, у місті мешкало 28 400 осіб у 11 979 домогосподарствах у складі 7588 родин. Було 12462 помешкання
Расовий склад населення:
| - 83,0 % — білих - 9,9 % — чорних або афроамериканців - 3,2 % — азіатів - 0,3 % — корінних американців - 1,3 % — осіб інших рас |

До двох чи більше рас належало 2,2 %. Частка іспаномовних становила 5,2 % від усіх жителів.
За віковим діапазоном населення розподілялося таким чином: 20,3 % — особи молодші 18 років, 60,9 % — особи у віці 18—64 років, 18,8 % — особи у віці 65 років та старші. Медіана віку мешканця становила 42,8 року. На 100 осіб жіночої статі у місті припадало 91,1 чоловіків;  на 100 жінок у віці від 18 років та старших — 88,0 чоловіків також старших 18 років.
Середній дохід на одне домашнє господарство  становив 64 771 долар США (медіана — 54 736), а середній дохід на одну сім'ю — 76 090 доларів (медіана — 66 336). Медіана доходів становила 47 435 доларів для чоловіків та 38 829 доларів для жінок. За межею бідності перебувало 7,0 % осіб, у тому числі 8,8 % дітей у віці до 18 років та 6,2 % осіб у віці 65 років та старших.
Цивільне працевлаштоване населення становило 15 273 особи. Основні галузі зайнятості: освіта, охорона здоров'я та соціальна допомога — 27,6 %, виробництво — 13,1 %, роздрібна торгівля — 10,9 %, науковці, спеціалісти, менеджери — 9,6 %.